# Middagsfjall, Vágar
Middagsfjall är ett berg på ön Vágar i Färöarna (Kungariket Danmark).   Den ligger i sýslan Vága sýsla, i den centrala delen av landet, 21 km väster om huvudstaden Tórshavn. Toppen på Middagsfjall är 343 meter över havet. 
Terrängen runt Middagsfjall är lite kuperad. Havet är nära Middagsfjall söderut.  Närmaste större samhälle är Vestmanna, 14,0 km norr om Middagsfjall. 